# Aramone di Cornovaglia
Aramone di Cornovaglia è un personaggio dell'Orlando Furioso di Ludovico Ariosto, poema che tratta la guerra tra Saraceni e cristiani, questi ultimi assediati in Parigi.

## Il personaggio
Nobile originario della Cornovaglia, Aramone arriva a Parigi insieme al fratello, di cui il poeta non fa il nome, per difendere gli abitanti assediati dai Saraceni. Finiscono entrambi vittime di Dardinello che, dopo aver decapitato il giovane e gigantesco Guglielmo da Burnich, fa altrettanto con Aramone. In segno di spregio, Dardinello manda a ruzzolare la testa e il busto del cornovagliese lungo un avvallamento; nel tentativo di recuperare quei poveri resti si muove allora il fratello, che ha assistito alla scena, ma viene anch'egli ucciso da Dardinello, che dopo averlo afferrato alle spalle lo colpisce con la spada squarciandolo fino al fondoschiena.
" Guglielmo da Burnich era un Inglese,

maggior di tutti, e Dardinello il cima,

e lo pareggia agli altri: e appresso taglia

il capo ad Aramon di Cornovaglia.

Morto cadea questo Aramone a valle

e v'accorse il fratel per dargli aiuto

ma Dardinel l'aperse per le spalle

fin giù, dove lo stomaco è biforcuto ". 
(Orlando Furioso, libro 18, ottave 52-53)

## Curiosità
- Nella traduzione francese di Louis d'Ussieux (in prosa) la resa del passo relativo ad Aramone non è fedele all'originale: vi si legge infatti che la testa di Aramone, una volta spiccata dal busto, non viene mandata a rotolare lontano ma finisce accanto a quella di Guglielmo da Burnich (il cui nome viene francesizzato in "Guillaume de Burnich"); di conseguenza il fratello di Aramone qui interviene per affrontare in duello Dardinello, mosso da vendetta: "Guillaume de Burnich passoit de la tête tous les autres Anglois. D'un coup d'épée Dardinel l'égale à ses compagnons. Dans le même moment la tête d'Aramon de Cornouailles va tomber à côté de la sienne. Son frère court soudain pour le venger; mais Dardinel le fend depuis les épaules jusqu'au bas de l'estomac".

### Fonti
- Ludovico Ariosto, Orlando Furioso, libro XVIII.